# Theo Evan
Theo Evan, artistnamn för Evangelos Theodorou (Ευάγγελος Θεοδώρου), född 26 november 1997 i Nicosia, är en cypriotisk sångare.
Han representerade Cypern i Eurovision Song Contest 2025 med låten "Shh". Bidraget gick inte vidare till final.